# Concert per a trompa núm. 2 (Strauss)
El Concert per a trompa núm. 2 en mi bemoll major (TrV 283) va ser compost per Richard Strauss mentre vivia a Viena l'any 1942. L'obra es va estrenar el 1943 al Festival de Salzburg i es va gravar el 1944, ambdues pel trompista Gottfried von Freiburg. La partitura va ser publicada l'any 1950 per l'editorial Boosey and Hawkes de Londres. El concert va ser popularitzat pel trompista britànic Dennis Brain, i es va convertir en el concert per a trompa més interpretat del segle xx.

## Història
L'estrena de l'òpera de Strauss Capriccio va ser el 28 d'octubre del 1942. Strauss va afirmar La meva obra s'ha conclòs amb Capriccio. Totes les notes que escric ara no tenen cap incidència en la història de la música. Un parell de dies després es va traslladar a Viena on va romandre més de 6 mesos. El concert de trompa sembla haver estat escrit molt ràpidament: el seu quadern indica que el projecte es va acabar l'11 de novembre i el marcador final dues setmanes més tard el 28 (va afegir una nota al final "A la bonica casa de Viena"). La partitura manuscrita indica que està dedicada a "La memòria del meu pare", tot i que això no va arribar a la versió publicada. La velocitat de la composició pot reflectir que Strauss havia pensat en compondre'l en algun moment, ja que el trompista de Múnic, Josef Suttner, li havia demanat anys abans que escrigués un segon concert. Strauss també va esmentar el segon concert en una llista de programes, escrita el 1941.
Des que va acabar Una Simfonia Alpina el 1915 fins al 1942, Strauss s'havia dedicat gairebé completament a les obres d'òpera, sense obres orquestrals substancials. Entre les poques obres d'aquest període s'inclouen el ballet Schlagobers (1922), les dues suites Couperin (la suite de ball de 1923 i el Divertimento de 1941) i el Festival de música del Japó (1940). El Segon concert per a trompa va ser el primer d'una sèrie d'obres tardanes sovint referides com el seu estiu indi, que inclouen Metamorphosen, el Concert per a oboè, el Duet concertino per a clarinet i fagot, finalitzant amb la seva obra més famosa i popular Quatre últimes cançons, escrita just abans de la seva mort, el 1949. No va donar cap número d'opus a cap d'aquestes obres tardanes i cap va ser publicada durant la seva vida.
La família Strauss no es trobava en un bon lloc a finals de 1942. La seva esposa Pauline havia desenvolupat problemes amb la vista, mentre que Richard desenvolupava una grip gran. La seguretat de la seva nora jueva Alice i els seus nets continuava sent precària: una part de la raó per a romandre a Viena era la protecció del governador nazi de Viena, Baldur von Schirach, que era un gran admirador de Strauss i la seva música. Les deportacions massives de jueus van començar el 1941. L'estiu de 1942, Strauss s'havia implicat en els intents infructuosos del seu fill Franz i Alice per ajudar els seus parents a emigrar a Suïssa. El mateix Strauss va visitar el camp de concentració de Theresienstadt on va saludar els guàrdies de les SS amb les paraules "Jo sóc el compositor Richard Strauss" i va ser enviat degudament sense poder veure els parents d'Alícia que hi eren empresonats. Norman Del Mar va escriure el 1972: "És efectivament difícil de creure que aquest sigui el treball d'un vell deprimit que viu amb por de desgràcia per part de les autoritats d'un país atrotinat per la guerra, que va capturar un estil tan lleuger i despreocupat" Clarament, la composició va proporcionar una escapada de la incertesa i dels horrors que es desenvolupaven al seu voltant. També reflectia la seva estètica que l'art i la cultura van ser el màxim assoliment humà que va transcendir la història.

## Interpretació
L'estrena es va donar al Festival de Salzburg l'11 d'agost de 1943 amb el trompista Gottfried von Freiberg (1908–1962) i Karl Böhm dirigint la Filharmònica de Viena. La mateixa combinació va registrar el concert poc després. El mateix Richard Strauss no va estar present a l'estrena, però havia estat al festival abans i va marxar el 9 d'agost després de dirigir alguns concerts de Mozart per tornar a casa a Garmisch. Tanmateix, havia treballat amb Böhm i Gottfried durant la seva estada: el manuscrit signat per a l'estrena està datat el 8 d'agost. El concert es va tocar per segona vegada el 26 de maig de 1944, interpretad per Max Zimolong i Karl Elmendorff amb la Staatskapelle de Dresden. El trompista britànic Dennis Brain la va interpretar amb la Filharmònica de Viena el 1948, després la va enregistrar amb l'Orquestra Philharmonia dirigida per Wolfgang Sawallisch. L'estrena nord-americana es va donar el 8 d'octubre de 1948 amb el solista Anthony Miranda i la petita orquestra de Nova York dirigida per Thomas Sherman, i un any després a Tanglewood amb James Stagliano i l'Orquestra Simfònica de Boston dirigida per Eleazar de Carvalho. El concert es va convertir en el més representat dels concerts de trompa del segle xx.

## Estructura
El concert està escrit en un estil conservador que es remunta al món musical dels seus anys d'adolescència tal com el representa el seu primer concert per trompa completat el 1883. Strauss segueix l'estructura clàssica del concert de tres moviments amb un final de rondo, amb els tres moviments en Mi bemoll, La bemoll i de nou Mi bemoll:
I. Allegro
II. Andante con moto
III. Rondo. Allegro molto
Norman Del Mar va escriure que "... la peça s'havia convertit en un èxit singular des del primer fins al darrer. És la llibertat i l'originalitat de la forma, especialment en l'al·legro d'obertura que revela el mestre experimentat en comparació amb el primer concert". Si bé els moviments exteriors són virtuosos, el moviment mitjà és una "miniatura molt ben proporcionada i especialment concebuda com una relaxació per al solista entre els moviments exteriors més exigents".

## Gravacions
Hi ha hagut molts enregistraments d'aquesta peça. El primer enregistrament publicat va ser de Dennis Brain el 1957, amb l'orquestra Philharmonia dirigida per Wolfgang Sawallisch. Els actualment disponibles amb acompanyament orquestral inclouen:
| Títol del CD i data de publicació                                              | Trompista              | Orquestra i director                             | Editorial            |
| ------------------------------------------------------------------------------ | ---------------------- | ------------------------------------------------ | -------------------- |
| Mozart: Serenade No. 13 in G major, K525 'Eine kleine Nachtmusik', etc.        | Gottfried von Freiberg | Vienna Philharmonic, Karl Bohm                   | Orfeo                |
| Dennis Brain: The essential collection Vol.5 (2014)                            | Dennis Brain           | Philharmonia Orchestra, Wolfgang Sawallisch      | Documents            |
| Zdeněk Tylšar: Richard Strauss / Franz Strauss / Mozart: Horn Concertos (2006) | Zdeněk Tylšar          | Czech Philharmonic Orchestra, Václav Neumann     | Supraphon            |
| Richard Strauss: Concerto pour hautbois; Deuxième concerto pour cor            | Georges Barboteu       | Bamberger Symphoniker, Theodor Guschlbauer       | Erato                |
| Die schonsten Hornkonzerte (2009)                                              | Hermann Baumann        | WDR Symphony Orchestra Cologne, Gunter Wand      | Profil Medien        |
| Strauss: Horn Concertos Nos. 1 & 2 (2013)                                      | Marie Luise Neunecker  | Bamberg Symphony, Ingo Metzmacher                | EMI                  |
| Richard Strauss: Horn concertos 1 and 2 (1997)                                 | Ronald Janezic         | Wiener Philharmoniker, André Previn              | Deutsche Gramaphon   |
| Strauss - The Concertos (1999)                                                 | Barry Tuckwell         | London Symphony Orchestra, István Kertész        | Decca                |
| Strauss: Horn Concerto No. 1 in E flat major, Op. 11, etc.                     | Barry Tuckwell         | Royal Philharmonic Orchestra, Vladimir Ashkenazy | Australian Eloquence |
| R Strauss: Horn Concertos 1 & 2, Oboe Concerto (2006)                          | Hermann Baumann        | Gewandhausorchester Leipzig, Kurt Masur          | Philips              |
| R. Strauss: Orchestral Works and Concertos (2014)                              | Myron Bloom            | Cleveland Orchestra, George Szell                | Sony                 |
| Daniel Barenboim conducts R. Strauss (201                                      | Dale Clevenger         | Chicago Symphony Orchestra, Daniel Barenboim     | Apex                 |
| R. Strauss: Complete Orchestral Works (2013)                                   | Peter Damm             | Staatskapelle Dresden, Rudolf Kempe              | Warner Classics      |
| Richard Strauss: Orchestral works (2011)                                       | Norbert Hauptmann      | Berlin Philharmonic, Herbert von Karajan         | Deutsche Grammophon  |